# La Grande Piscine de Brousse
La Grande Piscine de Brousse est un tableau réalisé par le peintre français Jean-Léon Gérôme en 1885. Cette huile sur toile orientaliste représente des femmes nues à l'intérieur de bains publics à Bursa, aujourd'hui en Turquie. Exposée au Salon de 1885, elle est aujourd'hui conservée au sein d'une collection privée.